# Đurđin
Đurđin (cyr. Ђурђин) – wieś w Serbii, w Wojwodinie, w okręgu północnobackim, w mieście Subotica. W 2011 roku liczyła 1441 mieszkańców.